# (5692) Shirao
(5692) Shirao es un asteroide perteneciente al cinturón de asteroides descubierto el 23 de marzo de 1992 por Kin Endate y el también astrónomo Kazuro Watanabe desde el Observatorio de Kitami, Hokkaidō, Japón.

## Designación y nombre
Designado provisionalmente como 1992 FR. Fue nombrado Shirao en homenaje a Motomaro Shirao, geólogo y fotógrafo cuyas especialidades son los volcanes, las características geológicas y la Luna.

## Características orbitales
Shirao está situado a una distancia media del Sol de 2,654 ua, pudiendo alejarse hasta 3,137 ua y acercarse hasta 2,171 ua. Su excentricidad es 0,181 y la inclinación orbital 11,92 grados. Emplea 1580,11 días en completar una órbita alrededor del Sol.

## Características físicas
La magnitud absoluta de Shirao es 12,5. Tiene 9,548 km de diámetro y su albedo se estima en 0,223. 